# Serrognathus reichei
Serrognathus reichei es una especie de coleóptero de la familia Lucanidae. La especie fue descrita científicamente por Frederick William Hope en 1842.

## Subespecies
- Serrognathus reichei clypeatus (Benesh, 1950)

= Dorcus clypeatus Benesh, 1950
- Serrognathus reichei hansteini (Albers, 1889)

= Eurytrachelus hansteini Albers, 1889
= Eurytrachelus reichei minax Mollenkamp, 1905
- Serrognathus reichei hirticornis (Jakowlew, 1896)

= Eurytrachelus hirticornis Jakowlew, 1896
= Eurytrachelus reichei mencius Kriesche, 1935
- Serrognathus reichei prosti (Boileau, 1901)

= Eurytrachelus prosti Boileau, 1901
- Serrognathus reichei reichei (Hope, 1842)

= Lucanus reichei Hope, 1842
= Dorcus reichei blanchardi Hope, 1842
= Eurytrachelus reichei Laporte de Castelnau y Deyrolle, 1865
= Eurytrachelus reichei cervulus Boileau, 1901
= Dorcus reichei cognatus Hope, 1842
= Dorcus reichei glabripennis Westwood, 1871
= Eurytrachelus reichei praecellens Mollenkamp, 1902
= Dorcus reichei punctilabris Hope, 1842

## Distribución geográfica
Habita en el Sudeste Asiático, Nepal y el subcontinente indio. Serrognathus reichei clypeatus en Taiwán, Serrognathus reichei hansteini en Sumatra, Serrognathus reichei hirticornis en Yunnan, Serrognathus reichei prosti en la península de Malaca y Borneo y Serrognathus reichei reichei en Sikkim, Darjeeling, Assam, Nepal, Bután, Kachin, Tailandia y Vietnam.